# Fátima Herrera
Fátima Herrera (San Luis Potosí) es una boxeadora mexicana que representó a México en los Juegos Olímpicos de París 2024.

## Trayectoria deportiva
Comenzó a entrenar desde que tenía 7 años y declara que:
En el tiempo que yo comencé, no había mujeres [...] entonces me di cuenta que cuando yo tenía que pelear pues había una y que la que estaba a veces no quería o era más grande y tenía que pelear así, ya después conforme fue avanzando el tiempo buscaba peleas aunque fueran de exhibición en otros estados y siempre seguía entrenando y preparándome, creo que ha sido eso, que siempre me ha tocado prepararme y entrenar con el mismo equipo y los chavos del gimnasio porque no había mujeres.
La boxeadora aseguró su lugar en París 2024 al derrotar a la canadiense Mckenzie Wright durante el Torneo de Clasificación Mundial de Boxeo 2024, que se celebró en Bangkok.
No obstante, durante los Juegos Olímpicos de París 2024 perdió en octavos de final del box femenil, tras decisión unánime.

## Premios y reconocimientos
- En 2022 ganó el Premio Municipal del Deporte.[10]